# متلازمة الأباعد الورمية
متلازمة الأباعد الورمية (بالإنجليزية: Paraneoplastic syndrome) هي المتلازمة (مجموعة من العلامات والأعراض) الناتجة من إصابة الجسم بالسرطان، ولكنها على عكس الورم، ليست بسبب الوجود المحلي للخلايا السرطانية. على النقيض من ذلك، فإن هذه الظواهر يتحكم فيها عوامل خلطية (مثل الهرمونات أو السيتوكينات) تفرزها الخلايا السرطانية، أو كاستجابة مناعية ضد الورم.
متلازمات الأباعد الورمية شائعة بين المرضى في منتصف العمر حتى كبار السن، وغالبا تصاحب سرطان الرئة، أو الثدي، أو المبيضين، أو الجهاز اللمفاوي (سرطان الغدد الليمفاوية). في بعض الأحيان، تظهر أعراض متلازمات الأباعد الورمية قبل تشخيص الأورام الخبيثة. في هذه الحالة، تعبر الخلايا السرطانية عن مستضدات محددة لأنسجة ما (مثل بروتينات الخلايا العصبية)، مما يؤدي إلى استجابة مناعية مضادة للورم، والتي قد تكون فعالة بشكل جزئي أو كلي (نادرا) في قمع نمو الورم وأعراضه. ثم يسعى المرضى للكشف الطبي عندما تتجاوز هذا الاستجابة المناعية للورم التحمل المناعي للجسم، وتبدأ في مهاجمة الأنسجة الطبيعية التي تعبر عن ذلك البروتين (على سبيل المثال، بروتين الخلايا العصبية).
يستخدم اختصار PNS أحيانا للتعبير عن متلازمة الأباعد الورمية (Paraneoplastic syndrome)، على الرغم من أنه يستخدم في كثير من الأحيان للإشارة إلى الجهاز العصبي المحيطي (peripheral nervous system).

## التصنيف
يمكن تقسيم متلازمات الأباعد الورمية إلى أربع فئات رئيسية: المتلازمات الصماوية، والمتلازمات العصبية، والمتلازمات الجلدية المخاطية، والمتلازمات الدموية، فضلا عن غيرها من المتلازمات التي قد لا تتناسب مع أي من الفئات المذكورة أعلاه:
| تصنيف المتلازمة | المتلازمة                                                 | السرطانات المُسَبِبَة الرئيسية | آلية السبب                                                                                     |
| صماوية          |                                                           | |                                                                                                |
| --------------- | --------------------------------------------------------- | --- | ---------------------------------------------------------------------------------------------- |
| صماوية          | متلازمة كوشينغ                                            | - سرطان الخلايا الرئوية الصغيرة - سرطان البنكرياس - الأورام العصبية - ورم الغدة الزعترية | الهرمون الموجه لقشر الكظر المنتبذ، والمادة الشبيهه به                                          |
| صماوية          | متلازمة الإفراز غير الملائم للهرمون المضاد لإدرار البول   | - سرطان الخلايا الرئوية الصغيرة - سرطانات الجهاز العصبي المركزي | الهرمون المانع لإدرار البول                                                                    |
| صماوية          | فرط كالسيوم الدم                                          | - سرطان الرئة (خاصة سرطانة حرشفية الخلايا) - سرطان الثدي - سرطان الكلية، وسرطان المثانة - الورم النخاعي المتعدد (قد تحدث مستقلة عن الآفات العظمية) - لمفوما/ابيضاض الدم تائي الخلايا في البالغين - سرطان المبيض - سرطانة حرشفية الخلايا (كما في الرئة، والرأس، والرقبة، والمريء) | البروتين المرتبط بهرمون الغدة الدريقية، وعامل النمو المحول ألفا، وعامل نخر الورم، وإنترلوكين 1 |
| صماوية          | نقص سكر الدم                                              | - الساركومة الليفية - الساركومات المتوسطية الأخرى - الورم الجزيري - سرطانة الخلية الكبدية | الإنسولين أو عامل النمو شبيه الانسولين-1 أو عامل النمو شبيه الانسولين-2                        |
| صماوية          | المتلازمة السرطاوية                                       | - الورم الغدي القصبي (النوع السرطاوي) - سرطان البنكرياس - سرطان المعدة | سيروتونين، براديكينين                                                                          |
| صماوية          | فرط الألدوستيرونية                                        | - ورم القشرة الكظرية الغدي / متلازمة كون - اللمفوما اللاهودجكينية - سرطان المبيض - سرطان الرئة | ألدوستيرون                                                                                     |
| عصبية           | متلازمة لامبرت-إيتون                                      | - سرطان الخلايا الرئوية الصغيرة | مناعياً                                                                                         |
| عصبية           | التحلل المخيخي المصاحب للورم                              | - سرطان الرئة - سرطان المبيض - سرطان الثدي - لمفوما هودجكين |                                                                                                |
| عصبية           | التهاب الدماغ والنخاع الشوكي                              | | التهاب الدماغ والنخاع الشوكي                                                                   |
| عصبية           | التهاب الدماغ الحوفي                                      | - سرطان الخلايا الرئوية الصغيرة |                                                                                                |
| عصبية           | التهاب جذع الدماغ                                         | |                                                                                                |
| عصبية           | متلازمة ترجرج العيون والاختلاج العضلي                     | - سرطان الثدي - سرطان المبيض - سرطان الخلايا الرئوية الصغيرة - ورم الخلايا البدائية العصبية (في الأطفال) | رد فعل المناعة الذاتية ضد البروتين المرتبط بالحمض النووي الريبوزي نوفا -1                      |
| عصبية           | التهاب الدماغ بسبب مضاد مستقبلات ن-ميثيل-د-أسبارتات       | - تيراتوما | رد فعل المناعة الذاتية ضدالوحدات الفرعية لمستقبل ن-مثيل-د-أسبارتات                             |
| عصبية           | التهاب العضلات                                            | - لمفوما لاهودجكينية - سرطان الرئة - سرطان المثانة |                                                                                                |
| مخاطية جلدية    | شواك أسود                                                 | - سرطان المعدة - سرطان الرئة - سرطان الرحم | - مناعياً - إفراز عامل نمو البشرة                                                               |
| مخاطية جلدية    | التهاب العضلات والجلد                                     | - سرطان الرئة - سرطان الثدي - سرطان المبيض - سرطان البنكرياس - سرطان المعدة - سرطان القولون والمستقيم - لمفوما لاهودجكينية | مناعياً                                                                                         |
| مخاطية جلدية    | علامة لازير-تريلا                                         | |                                                                                                |
| مخاطية جلدية    | حمامي مهاجر نخري                                          | ورم غلوكاغوني |                                                                                                |
| مخاطية جلدية    | متلازمة سويت ( الجلاد الحموي الحاد المصحوب بكثرة العدلات) | |                                                                                                |
| مخاطية جلدية    | متلازمة شوارتز-بورغيس                                     | |                                                                                                |
| مخاطية جلدية    | تقيح الجلد الغنغريني                                      | |                                                                                                |
| مخاطية جلدية    | فرط الشعر الكلي المكتسب                                   | |                                                                                                |
| دموية           | كثرة المحببات                                             | | عامل تحفيز مستعمرات الخلايا المحببة                                                            |
| دموية           | كثرة كريات الدم الحمر                                     | - سرطانة الخلية الكلوية - ورم وعائي دموي مخيخي - سرطانة الخلية الكبدية | إريثروبويتين                                                                                   |
| دموية           | علامة تروسو للخباثة                                       | - سرطان البنكرياس - سرطان الرئة | الميوسين الذي ينشط التجلط، وغيره                                                               |
| دموية           | التهاب الشغاف الخثاري اللاجرثومي                          | - السرطانات المتقدمة | فرط التخثر                                                                                     |
| دموية           | فقر الدم                                                  | - ورم الغدة الزعتريةs | غير معروفة                                                                                     |
| أخرى            | التهاب كبيبات الكلى الغشائي                               | - متنوع | - مستضد ورميn - معقدات مناعية                                                                  |
| أخرى            | الورم المسبب لتلين العظام                                 | - ورم الخلايا الحوطية - ورم الخلايا المتوسطية الفوسفوري | - عامل نمو الأرومة الليفية 23                                                                  |
| أخرى            | متلازمة ستوفر                                             | - سرطانة الخلية الكلوية |                                                                                                |
| أخرى            | الحمى الورمية                                             | |                                                                                                |

## عصبياً
هناك شكل مدمر من متلازمات الأباعد الورمية، وهو مجموعة من الاضطرابات المصنفة على أنها اضطرابات تحلل مخيخي مصاحب للورم. هذه الاضطرابات تؤثر على الجهاز العصبي المركزي أو المحيطي. بعضها تحللية، والبعض الآخر قد يتحسن مع علاج الحالة أو الورم (مثل متلازمة لامبرت-إيتون). وقد تشمل أعراض التحلل المخيخي المصاحب للورم: ترنح (صعوبة في المشي والتوازن)، ودوخة، ورأرأة (حركات العين السريعة غير المنضبطة)، وصعوبة في البلع، وفقدان توتر العضلات، وفقدان التنسيق الحركي الدقيق، والكلام المتداخل، وفقدان الذاكرة، ومشاكل في الرؤية، واضطرابات في النوم، وخرف، نوبات صرع، وفقدان الحسية في الأطراف.
من السرطانات الأكثر شيوعا المرتبطة باضطرابات التحلل المخيخي المصاحب للورم هي سرطان الثدي، والمبيض، والرئة. ولكن العديد من أنواع السرطان الأخرى يمكن أن تؤدي إلى متلازمات الأباعد الورمية كذلك.

## التشخيص
وجود الأجسام المضادة الذاتية.
المسح بالتصوير المقطعي المحوسب، والمسح بالتصوير المقطعي بالإصدار البوزيتروني، والتصوير بالرنين المغناطيسي لمعرفة السبب الرئيسي للمرض.

## العلاج
وتشمل خيارات العلاج:
علاجات للقضاء على السرطان الكامن مثل العلاج الكيميائي، والإشعاع، والجراحة
وعلاجات لتقليل أو إبطاء الانحلال العصبي.
التشخيص والعلاج السريع أمر بالغ الأهمية للمريض؛ للحصول على أفضل فرصة للشفاء. وبما أن هذه الاضطرابات نادرة نسبيا، فإن عدد قليل من الأطباء هم الذين شاهدوا أو تعاملوا مع متلازمات الأباعد الورمية. ولذلك، فمن المهم أن يستشير المرضى أخصائي ذو خبرة في تشخيص وعلاج اضطرابات التحلل المخيخي المصاحب للورم.